# Jeannine Taylor
Jeannine Alice Taylor, más conocida como Jeannine Taylor (Hartford, Connecticut; 2 de junio de 1954), es una actriz estadounidense.

## Carrera
Comenzó a actuar en 1980 en la película  Friday the 13th, donde interpretó el papel de "Marcie Stanler". También actuó en 1982 en la película de televisión The Royal Romance of Charles and Diana.

## Vida personal
En 1990 se casó con James McConnell. Actualmente viven en Keene (Nueva Hampshire).

## Filmografía
- The Royal Romance of Charles and Diana (1982) .... Samantha Edwards
- Friday the 13th (1980) .... Marcie Stanler

- Datos: Q3047636